# Sojuz TM-25
La Sojuz TM-25 è stata la 30ª missione diretta verso la stazione spaziale russa Mir.

## Equipaggio
| Ruolo                  | Equipaggio al lancio                            | Equipaggio all'atterraggio                      |
| ---------------------- | ----------------------------------------------- | ----------------------------------------------- |
| Comandante             | Vasilij Cibliev, Roscosmos Mir 23 Secondo volo  | Vasilij Cibliev, Roscosmos Mir 23 Secondo volo  |
| Ingegnere di volo      | Aleksandr Lazutkin, Roscosmos Mir 23 Primo volo | Aleksandr Lazutkin, Roscosmos Mir 23 Primo volo |
| Cosmonauta ricercatore | Reinhold Ewald, DLR Primo volo                  | —                                               |

### Equipaggio di riserva
| Ruolo                  | Equipaggio                 | Equipaggio                 |
| ---------------------- | -------------------------- | -------------------------- |
| Comandante             | Talğat Musabaev, Roscosmos | Talğat Musabaev, Roscosmos |
| Ingegnere di volo      | Nikolaj Budarin, Roscosmos | Nikolaj Budarin, Roscosmos |
| Cosmonauta ricercatore | Hans Schlegel, DLR         | Hans Schlegel, DLR         |

## Parametri della missione
- Massa: 7.150 kg
- Perigeo: 378 km
- Apogeo: 394 km
- Inclinazione: 51,65°
- Periodo: 1 ora, 30 minuti e 17 secondi